# 蒙山茶
蒙山茶，现又称蒙顶茶、蒙顶山茶，产地位于四川省雅安市名山区蒙顶山（也称蒙山），代表品类有蒙顶石花、蒙顶黄芽、蒙顶甘露等。
蒙顶石花为唐时第一名茶，《唐国史补》中记载：「风俗贵茶，茶之名品益众。剑南有蒙顶石花，或小方，或散牙，号为第一。湖州有顾渚之紫笋，东川有神泉、小团，昌明、兽目，峡州有碧涧、明月、芳涩、茱萸簝，福州有方山之露牙，夔州有香山，江陵有南木，湖南有衡山，岳州有浥湖之含膏，常州有义兴之紫笋，婺州有东白，睦州有鸠沉，洪州有西山之白露。寿州有霍山之黄牙，蕲州有蕲门团黄，而浮梁之商货不在焉。」。蒙山茶又称“仙茶”、茶中故旧，从唐代开始世代入贡，到清代为止。蒙顶黄芽为中国黄茶的代表，蒙顶甘露为中国绿茶的代表。